# Ursula Nest
Ursula Nest, in den USA: Ursula Elzay (* 7. Juli 1917 in Berlin; † 28. April 2007 in Palm Beach County, Florida, Vereinigte Staaten) war eine deutsche Schauspielerin.

## Leben und Wirken
Über Ursula Nest ist kaum etwas bekannt. Die jüngere Schwester des Stummfilmkinderstars Loni Nest stand 1921 in Die Minderjährige an ihrer Seite vor der Kamera und wirkte anschließend auch in mindestens zwei weiteren Stummfilmen mit. Erst als junge Erwachsene ist Ursula Nest wieder nachweisbar, als sie zwischen 1937 und Anfang 1941 mit winzigen Rollen vor die Kamera zurückkehrte. Theatertätigkeiten sind in diesen Jahren derzeit nicht nachzuweisen. Noch 1941 wurde sie Mutter eines Sohnes namens Michael, daraufhin zog sie sich endgültig ins Privatleben zurück.
Nach dem Krieg muss Ursula Nest in die USA ausgewandert sein, im Palm Beach County ließ sie sich mit ihrem Mann William Otto Elzay (1903–1995) nieder. Als die in Boca Raton beheimatete Ursula Elzay 89-jährig starb, erschien am 3. Mai 2007 in der in South Florida erscheinenden SunSentinel ein kurzer, stark fehlerbehafteter Nachruf. Ihre Enkelin ist die New Yorker Künstlerin Michelle Elzay (* 1973) aus der Ehe von Michael Elzay und dessen Ehefrau June Patrice Lauck (1944–2020).

## Filmografie
- 1921: Die Minderjährige
- 1923: Die Kette klirrt
- 1923: Alles für Geld
- 1937: Meine Freundin Barbara
- 1937: Petermann ist dagegen
- 1938: Liebesbriefe aus dem Engadin
- 1941: Komödianten